# Шапко Іван Григорович
Іван Григорович Шапко (нар. 22 червня 1914, Кузьминка — пом. 2009) — український скульптор; член Спілки художників України з 1967 року.

## Біографія
Народився 22 червня 1914 року в селі Кузьминці (тепер Чишминський район Башкортостану, РФ). Брав участь у німецько-радянській війні. Нагороджений орденом Вітчизняної війни 2 ступеня (6 квітня 1985). 1948 року закінчив Одеське художнє училище (викладачі Данило Крайнєв, Леонід Мучник, Євген. Буковецький, Григорій Теннер).
Брав участь в республіканських виставках з 1960 року.
Жив в Херсоні в будику на вулиці Леніна, 6, квартира 23. Помер 2009 року.

## Творчість
Працював в галузі станкової та монументальної скульптури. Основні твори:
- портрет хірурга В. Строганова (1963);
- «В. Чапаєв» (1967);
- «В. І. Ленін» (1969);
- пам'ятник О. Цюрупі в Цюрупинську (1959);
- півфігура В. Маяковського в Херсоні (1963);
- пам'ятник Т. Шевченку (штучний камінь, 1983, Високопілля) та інше.